# Donato Guerra, Durango
Donato Guerra är en ort i Mexiko.   Den ligger i kommunen Canatlán och delstaten Durango, i den centrala delen av landet, 800 km nordväst om huvudstaden Mexico City. Donato Guerra ligger 1 978 meter över havet och antalet invånare är 769.
Terrängen runt Donato Guerra är platt norrut, men söderut är den kuperad. Runt Donato Guerra är det glesbefolkat, med 8 invånare per kvadratkilometer. Närmaste större samhälle är Canatlán, 16,8 km sydväst om Donato Guerra. Omgivningarna runt Donato Guerra är i huvudsak ett öppet busklandskap.